# Космодамианская набережная
Космодамиа́нская на́бережная (в 1922—1936 годах — Прича́льная, Комиссариа́тская, Пупы́шевская и Краснохо́лмская на́бережные, в 1936—1993 годах — на́бережная Го́рького, на́бережная Макси́ма Го́рького) — набережная Москвы-реки в районе Замоскворечье Центрального административного округа города Москвы. Лежит между Большим Устьинским и Шлюзовым мостом. Нумерация домов ведётся от Раушской набережной.

## Происхождение названия
Название XVIII века, дано по церкви святых Косьмы и Дамиана в Нижних Садовниках — деревянный храм был построен в начале XVII века, каменный возведён в 1657 году, снесён в 1932 году. На его месте был построен жилой дом — № 51 по Садовнической улице.
В атласе Москвы 1853 года Козмодемьянской называлась набережная от Козмодемьянского (Комиссариатского) до Пупышинского (Пупышевского) переулка, находившегося на месте дома № 65 по Садовнической набережной. Имя переулка и стоявшего в нём храма Николы в Пупышах указывает на заболоченность местности, покрытой пупышами — кочками. Выше по течению, до Москворецкого моста, располагалась Заяицкая набережная, ниже, до Большого Краснохолмского моста — Краснохолмская набережная.

## История
В 1935 году три набережные (Космодамианскую, Комиссариатскую и Краснохолмскую) объединили в одну, которую назвали именем Максима Горького в честь писателя А. М. Горького. Спустя три года, по завершении строительства Большого Краснохолмского моста, был засыпан канал, отделявший Красные Холмы от острова между Москвой-рекой и каналом. При возвращении исторического названия в 1993 году учитывалось, что Космодамианская — наиболее старое из трёх.
В 1920-х годах на набережной находилась пассажирская пристань для пароходов дальнего следования, откуда отправлялись пароходы до Рязани и Нижнего Новгорода. До 1990-х годов на набережной работала пристань «Краснохолмский мост» внутригородской линии «Киевский вокзал-Новоспасский мост».
Современная застройка набережной сложилась в конце 1940-х и 1950-х годов. Сквозной проезд на юг, к Дербеневской набережной, набережная получила только в 1965 году c постройкой Шлюзового моста. В 1990-х годах началась реконструкция промышленной зоны Красных Холмов; в южной части острова возник построенный в т. н. лужковском стиле новый комплекс, включающий в себя Московский дом музыки, бизнес-центр «Риверсайд Тауэрс», пятизвездочный отель «Свиссотель Красные Холмы» и «Swissôtel Конференц-центр».

## Примечательные здания и сооружения
См также: Здания и сооружения Космодамианской набережной
По нечётной стороне находится Москва-река.

### По чётной стороне
- № 2 — Московский университет дизайна и технологии (бывший Кожевенный институт, затем Институт лёгкой промышленности; 1930—1931, архитектор Б. В. Ефимович).
- № 4/22 Б — одиннадцатиэтажный жилой дом, образец сталинского ампира (1954, архитектор М. И. Синявский). В 1963—1977 годах здесь жил архитектор П. П. Штеллер[2].

При строительстве дома вглубь острова был передвинут особняк, ранее выходивший на набережную (современный адрес: Садовническая улица, № 43).
- № 4/22 В — памятник Николаю Некрасову
- № 24 — Здание Кригскомиссариата (1778—1780, при участии архитекторов Никола Леграна и, предположительно, В. И. Баженова[3]. Во дворе, по данным справочников 1970-х годов, находятся руины палат XVI века. В XVII—XVIII веках здесь располагался дворец Эрнеста Бирона. После падения регента, в середине XVIII века, территория его усадьбы перешла к военному ведомству. Первое здание Кригскомиссариата, ведавшего снабжением армии, было построено в 1731 году[уточнить], в 1778—1780 годах оно было снесено и на его месте возведено новое. Среди прочих здесь служили С. Л. Пушкин, отец поэта, отец архитектора М. Ф. Казакова, отец художника Ф. П. Толстого.

В советское время складские помещения были надстроены, также возведён новый корпус со стороны Садовнической улицы. После того, как в здании разместился штаб Московского военного округа, здесь работали С. М. Будённый, Н. И. Крылов, К. С. Москаленко, В. Л. Говоров (на здании им установлены мемориальные доски). Согласно официальной версии, 23 декабря 1953 года здесь, в бункере штаба, в присутствии генерального прокурора СССР Р. А. Руденко, был расстрелян Л. П. Берия.
- № 26, стр. 1 (выходит непосредственно на набережную) — двухэтажный особняк, получивший «исторический облик» в 1990-х годах при перестройке бывших авторемонтных мастерских.
- № 26 стр. 2 (во дворе) — палаты XVIII века.
- № 28А — особняк начала XIX века.
- № 32—34 — жилой дом. Здесь жили лингвист О. С. Широков[4], физик, лауреат Нобелевской премии И. М. Франк[5].
- № 36 — жилой дом, в котором жил (кв. 59) и вёл конспиративную деятельность знаменитый шпион Олег Пеньковский[6].
- № 46/50, во дворе (Садовническая улица, 73, стр. 3) — двухэтажный дом XVIII — первой половины XIX века. Здесь расположена редакция журнала «Атомная энергия»[7].
- № 52, стр. 1 — Бизнес-центр «РиверСайд Тауэрс» (1996 год постройки)
- № 52, стр. 5 — Московский международный Дом музыки (2000—2002, авторы проекта Ю. Гнедовский, В. Красильников, Д. Солопов).
- № 52, стр. 6 — пятизвёздочный отель «Swissôtel Красные Холмы» с панорамным баром «Сити Спейс»; доминанта комплекса «Риверсайд Тауэрс».
- № 52, стр. 7 — офис «SAP СНГ».

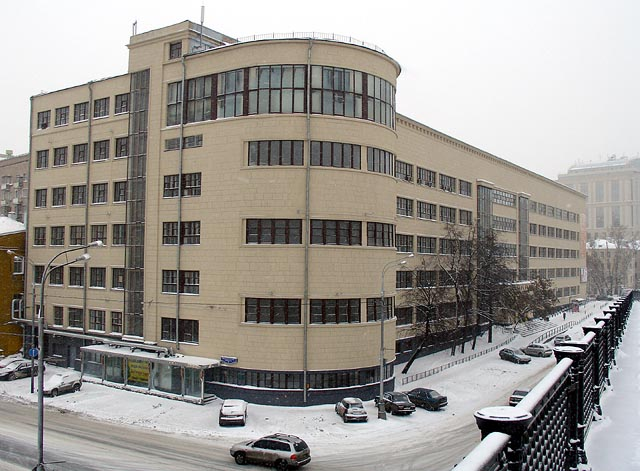
№ 2, Университет дизайна и технологии, вид с Большого Устьинского моста (1930—1931, арх. Б. В. Ефимович)
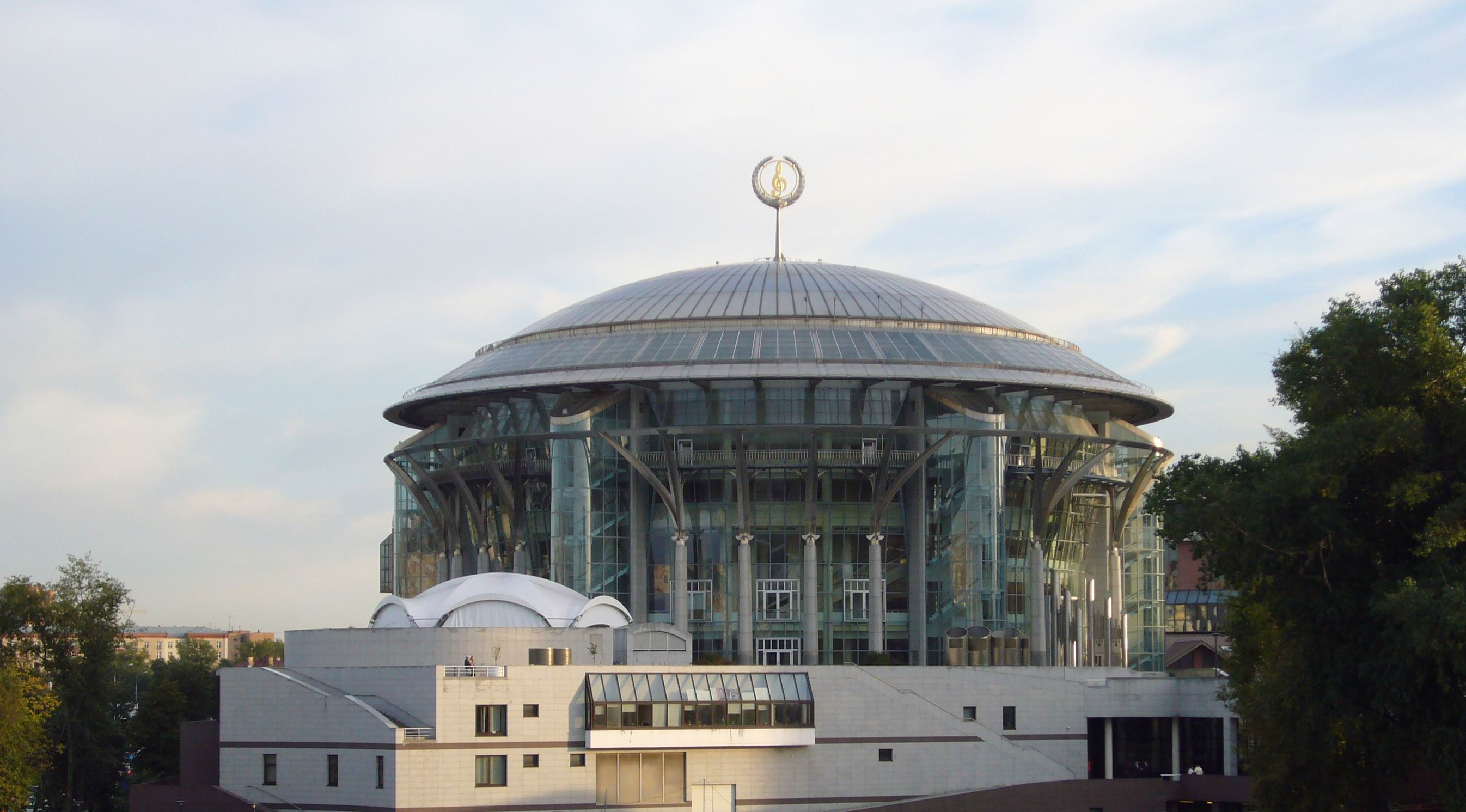
№ 52, стр. 5, Дом музыки (2000—2002)
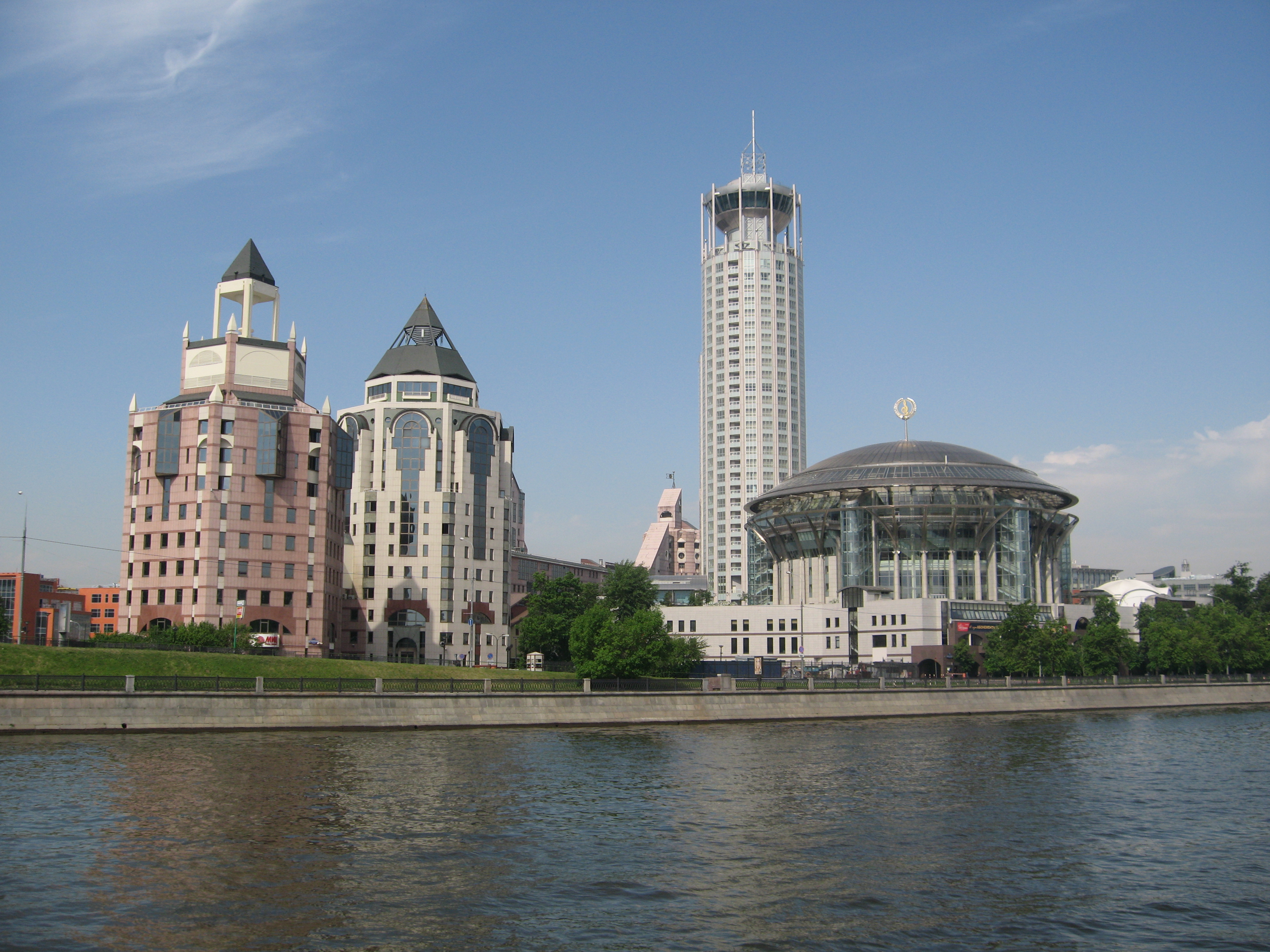
Бизнес-комплекс «Riverside Towers», Дом музыки и «Swissôtel Красные Холмы»
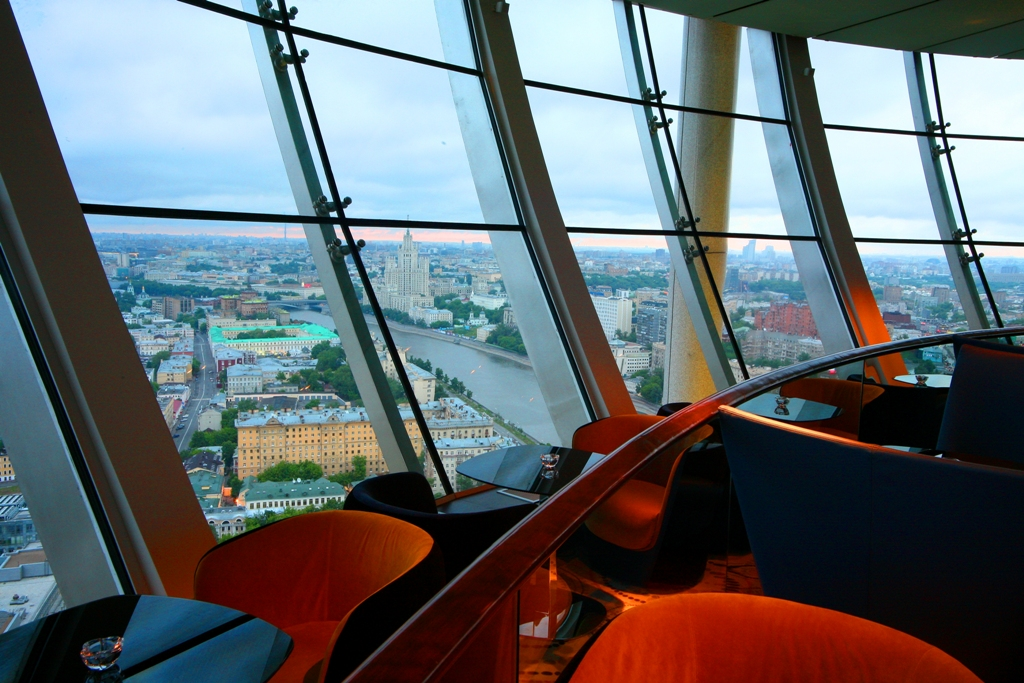
Вид на Замоскворечье из панорамного бара «Сити Спейс»
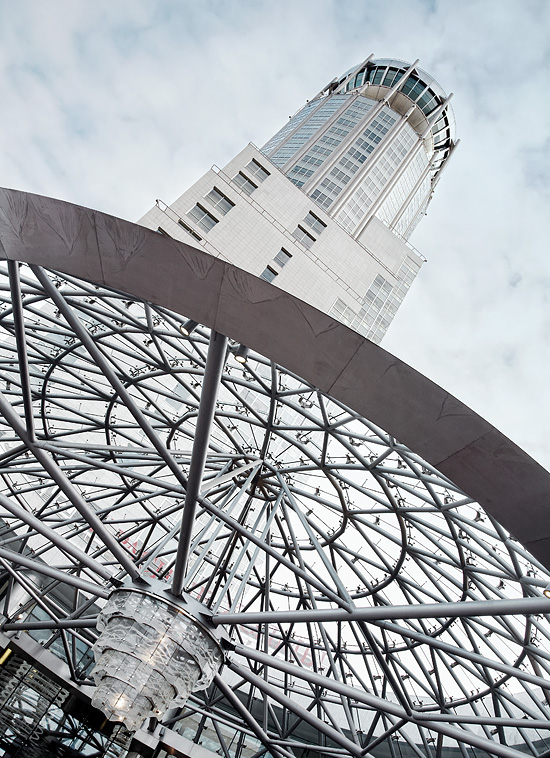
№ 52, стр. 6, гостиница «Свиссотель Красные Холмы»
№ 36, где жил шпион Олег Пеньковский

## Транспорт
- Станция метро «Новокузнецкая»
- Станция метро «Третьяковская»
- Станции метро «Павелецкая (кольцевая)» и «Павелецкая (радиальная)»
- Станции метро «Таганская (кольцевая)», «Таганская (радиальная)» и «Марксистская».
- Автобус 538 (только в сторону Садового кольца).